# Octodon pacificus
Octodon pacificus és una espècie de mamífer rosegador de la família dels octodòntids. És endèmic de l'illa Mocha (Xile). El seu hàbitat natural són les zones de vegetació densa relacionades biogeogràficament amb la selva de Valdivia del Xile continental. Està amenaçada per la desforestació del seu entorn. El seu nom específic, pacificus, es refereix al fet que només viu en una illa de l'oceà Pacífic.